# Sant’Ippolito
Sant’Ippolito – miejscowość i gmina we Włoszech, w regionie Marche, w prowincji Pesaro i Urbino.
Według danych na rok 2004 gminę zamieszkiwało 1513 osób, 79,6 os./km².